# 29
| 29                 |
| ------------------ |
| Dødsfald - Fødsler |
|                    |

| Gregoriansk kalender | 29 XXIX                 |
| Ab urbe condita      | 782                     |
| Armensk kalender     | I/T                     |
| Kinesiske kalender   | 2725 – 2726 戊子 – 己丑 |
| Etiopisk kalender    | 21 – 22                 |
| Jødisk kalender      | 3789 – 3790             |
| Hindukalendere       |                         |
| - Vikram Samvat      | 84 – 85                 |
| - Shaka Samvat       | N/A                     |
| - Kali Yuga          | 3130 – 3131             |
| Iransk kalender      | 593 BP – 592 BP         |
| Islamisk kalender    | 612 BH – 611 BH         |

 Denne artikel omhandler årstallet 29. Opslagsordet har også en anden betydning, se 29 (flertydig).

## Begivenheder
- Jesus starter sit virke

## Dødsfald
- Livia, kejser Augustus hustru og mor til kejser Tiberius, dør